# معيار التطور المثالي لنقل البيانات

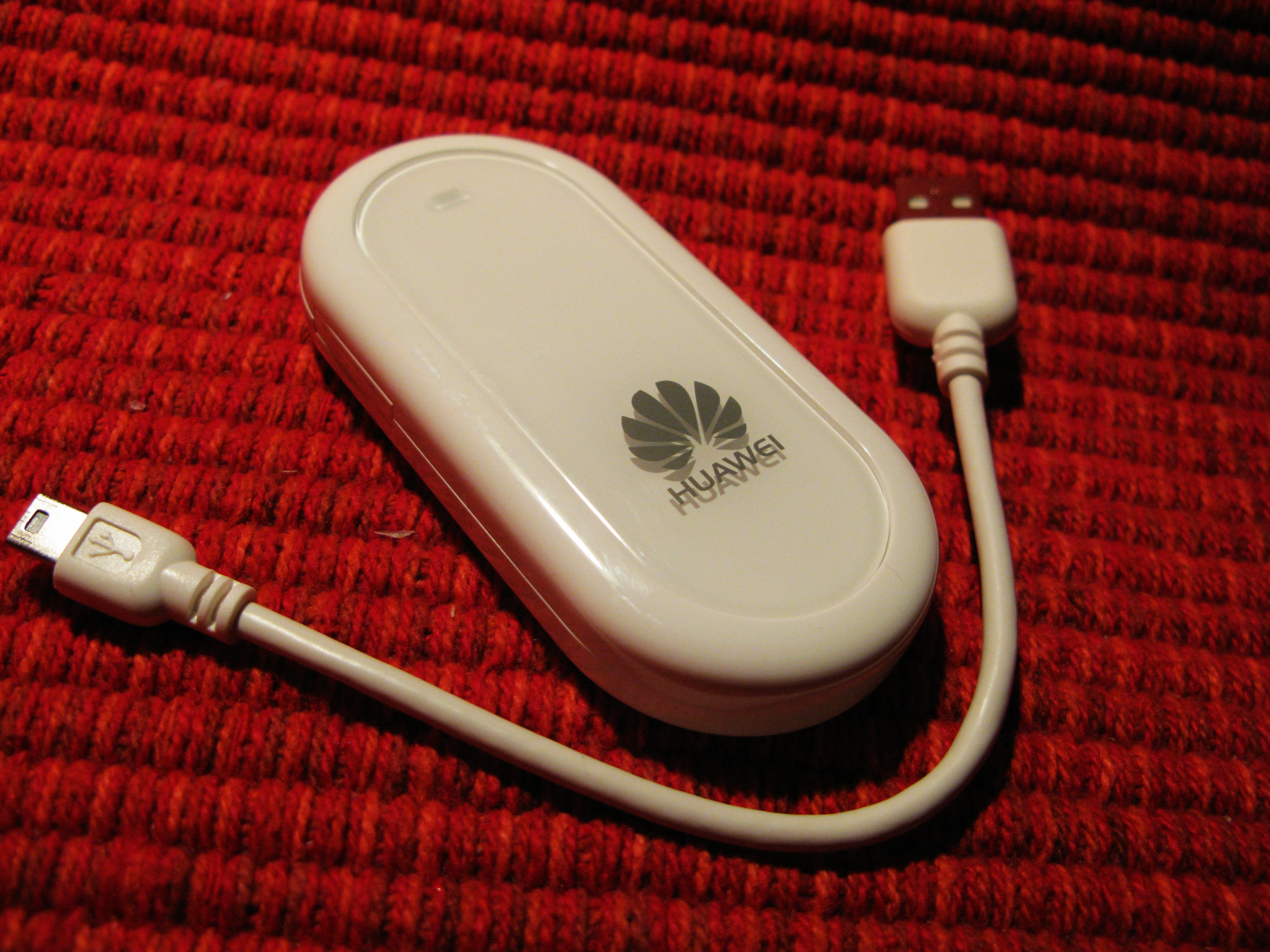

«تطور بيانات محسن» (بالإنجليزية: Evolution-Data Optimized أو EV-DO، EVDO، وغيرها من الأسماء.))‏ هو معيار للاتصالات السلكية واللاسلكية عالية السرعة المستخدمة في الاتصال مع شبكة الإنترنت ذات النطاق العريض . تمكن مستخدمي الحاسوب لديها إمكانية الوصول إلى الإنترنت بسرعة فائقة دون مساعدة من أحد الساخنة. فقط بإدراج البطاقة للحاسوب، والمستخدمين بشبكة الإنترنت في غضون ثوان.